# Claus Gatterer
Claus Gatterer (Sesto, 27 marzo 1924 – Vienna, 28 giugno 1984) è stato uno storico e giornalista italiano di lingua tedesca.
Nato in una famiglia altoatesina di estrazione contadina, di formazione liberale, ha dedicato molte delle proprie ricerche alla storia delle minoranze dell'area austriaca e italiana. Era, da sempre, alieno da posizioni dogmatiche ed è stato punto di riferimento per la storiografia e il giornalismo critico e investigativo nella sua regione di provenienza e in Austria, ove collaborà a lungo con l'ORF.
Dal 1984 l'Österreichischer Journalisten Club di Vienna assegna biennalmente il Premio Claus Gatterer a Sesto, premiando lavori giornalistici di alto pregio e di impegno civile.
Molte delle sue opere sono state tradotte in italiano, garantendo una diffusione del suo pensiero anche in Italia.

## Opere
Fonte
Libri

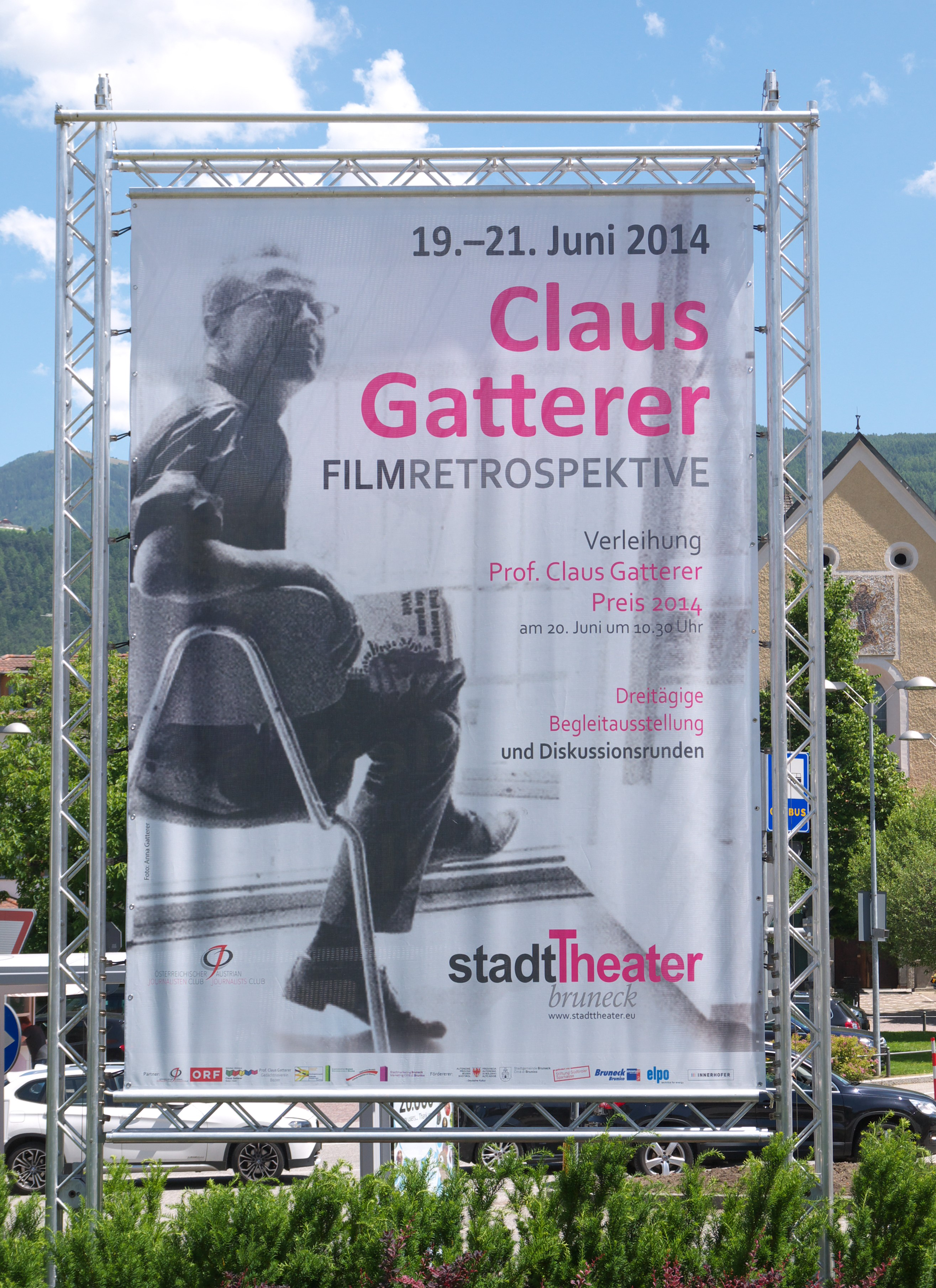
Manifesto per il Festival "Claus Gatterer Filmretrospektive" 2014 a Brunico

- (DE) Unter seinem Galgen stand Österreich. Cesare Battisti – Porträt eines "Hochverräters", Wien/Frankfurt/Zürich, Europa Verlag, 1967.
- (DE) Im Kampf gegen Rom. Bürger, Minderheiten und Autonomien in Italien, Wien/Frankfurt/Zürich, Europa Verlag, 1968.
- (DE) Schöne Welt, böse Leut. Kindheit in Südtirol, Wien/München, Verlag Fritz Molden, 1969.
- (DE) Erbfeindschaft Italien-Österreich, Wien/Frankfurt/Zürich, Europa Verlag, 1972.

Traduzioni (in parte con commenti) realizzate da Claus Gatterer
- (DE) Milovan Đilas, Krieg, in Die Exekution und andere Erzählungen, Piper Verlag, München 1966 (nell'ambito di un'opera di Reinhard Federmann).
- (DE) Emilio Lussu, Ein Jahr auf der Hochebene, Wien/Frankfurt/Zürich, Wiener Volksbuchhandlung/Büchergilde Gutenberg, 1968.
- (DE) Giulio Girardi, Marxismus und Christentum, Wien, Verlag Herder, 1968 (con Trautl Brandstaller).
- (DE)  Angelo Tasca, Glauben, gehorchen, kämpfen. Aufstieg des Faschismus. Mit einem Beitrag von Ignazio Silone, Wien/Frankfurt/Zürich, Europa Verlag, 1969.
- (DE) Emilio Lussu, Marsch auf Rom und Umgebung, Wien/Frankfurt/Zürich, Europa Verlag, 1971.

Libri tradotti in italiano
- (IT) Cesare Battisti. Ritratto di un "alto traditore", Firenze, La Nuova Italia, 1975 (traduzione propria, con varie aggiunte rispetto all'ediz. originale ted.).
- (IT) Italiani maledetti, maledetti austriaci: l'inamicizia ereditaria, Bolzano, Praxis 3, 1986 (tradotto da Umberto Gandini).
- (IT) Bel paese, brutta gente. Romanzo autobiografico dentro le tensioni di una regione europea di confine, Bolzano, Praxis 3, 1989 (tradotto da Pinuccia di Gesaro).
- (IT) In lotta contro Roma. Cittadini, minoranze e autonomie in Italia, Bolzano, Praxis 3, 1994, I ed., 2007, III ed. (tradotto da Umberto Gandini).
- (IT) Impiccate il traditore. Cesare Battisti, a novant'anni dalla morte, Bolzano, Praxis 3, 2006 (edito da Vincenzo Calì, Pinuccia di Gesaro e Luigi Sardi).

Opere postume
- (DE) Claus Gatterer: Aufsätze und Reden, Bozen, Edition Raetia, 1991 (a cura della Michael-Gaismair-Gesellschaft), ISBN 978-88-7283-003-1
- (DE) Claus Gatterer: Gedichte, Brixen, Provinz Verlag, 2002.
- (DE) Ein Einzelgänger, ein Dachs vielleicht - Tagebücher 1974-1984, Bozen, Edition Raetia, 2011 (a cura di Thomas Hanifle), ISBN 978-88-7283-361-2

Film documentari realizzati da Claus Gatterer
- (DE) 1969 – Menschen und Verträge. Südtirol: 50 Jahre nach Saint-Germain, ORF/Vienna (con Albert Quendler).
- (DE) 1969 – Das Südtirol-Paket, ORF/Vienna, collana: Report.
- (DE) 1970 – Neue Erde – Alte Menschheit. Die Welt 25 Jahre nach Hitler und Hiroshima, ORF/Vienna, collana: Report – Das Zeitgeschehen (con Wulf Flemming).
- (DE) 1972 – Kennst du das Land? Begegnung mit dem Italien der Krisen, ORF/Vienna (con Wulf Flemming, Ernst Grissemann e Xaver Schwarzenberger).
- (DE) 1972 – Die Kärntner Slowenen, ORF/Vienna, collana: Querschnitte.
- (DE) 1973 – Keraban der Starrkopf. Eine Reise nach Jules Verne durch rotes Biedermeier und dritte Welt, ORF/Vienna, collana: Menschen und Kontinente (con Robert Dornhelm e Karl Kofler).
- (DE) 1974 – Maramuresch. Bilder aus einer Welt, die wir begraben, ORF/RTV, (con Robert Dornhelm e Karl Kofler).
- (DE) 1975 – Kein Grund zum Pessimismus. Von der Moskauer Deklaration zum Staatsvertrag, ORF/Vienna, collana: teleobjektiv (con Peter Huemer e Helmut Qualtinger).
- (DE) 1978 – Der Doktor. Eine Fernsehdokumentation zum 60. Todestag von Victor Adler, ORF/Vienna.
- (DE) 1979 – Südtirol. Neues Selbstbewusstsein, neue Krisen, ORF/Vienna, collana: teleobjektiv.
- (DE) 1980 – Zeugen des Untergangs. Österreich-Ungarns letzter Krieg, ORF/Vienna (con Albert Quendler).
- (DE) 1981 – Stalins zweiter Tod. Von Ungarn 1956 bis Polen 1981, ORF/Vienna, collana: teleobjektiv.
- (DE) 1983 – Die verspielte Demokratie. Die Ausschaltung des Nationalrates 1933, ORF/Vienna, collana: teleobjektiv.
- (DE) 1984 – Geradewegs in den Krieg. 1938 von draußen gesehen, ORF/Vienna, collana: teleobjektiv (prodotto nel 1978).
- (DE) 1985 – Der Untergang eines Reiches: Österreich-Ungarn 1848–1918, ORF/RAI, film a quattro puntate (fino al 1984 collaborazione con il regista Claudio Bondì).